# Pont Saint-Éric
Sankt Eriksbron (en français : Le pont Saint-Éric) est un pont situé au centre de  Stockholm en Suède. 

## Situation
Sankt Eriksbron relie Kungsholmen à Norrmalm en enjambant la baie de Barnhusviken.
Le pont été inauguré en 1937. 
Les ponts voisins sont : Kungsbron, Barnhusbron, Stadshusbron, Klarabergsviadukten et Ekelundsbron.
En 1900, le conseil municipal décida de construire un pont en acier de 18 mètres de large et 227 mètres de long avec une hauteur navigable de 15,2 mètres, et les travaux de fondation commencèrent en 1903. 
Une fois terminé en 1906, le pont avait trois travées centrales avec des poutres principales cintrées de 40 mètres de long, une chaussée constituée de blocs de pavage en bois et deux trottoirs en asphalte.
À mesure que la zone située des deux côtés du pont subissait un développement rapide associé à celui simultanée de la banlieue ouest, l'importance du pont a augmenté et, au milieu des années 1930, la charge de trafic motivait une reconstruction et un élargissement du pont. 
Les anciennes fondations ont été renforcées tandis que l'ancienne construction en acier a été remplacée par des poutres portant un plancher en béton de 24 mètres de large. 
Sous la chaussée, un espace a été réservé pour le futur métro, installé plus tard après la Seconde Guerre mondiale.

## Galerie

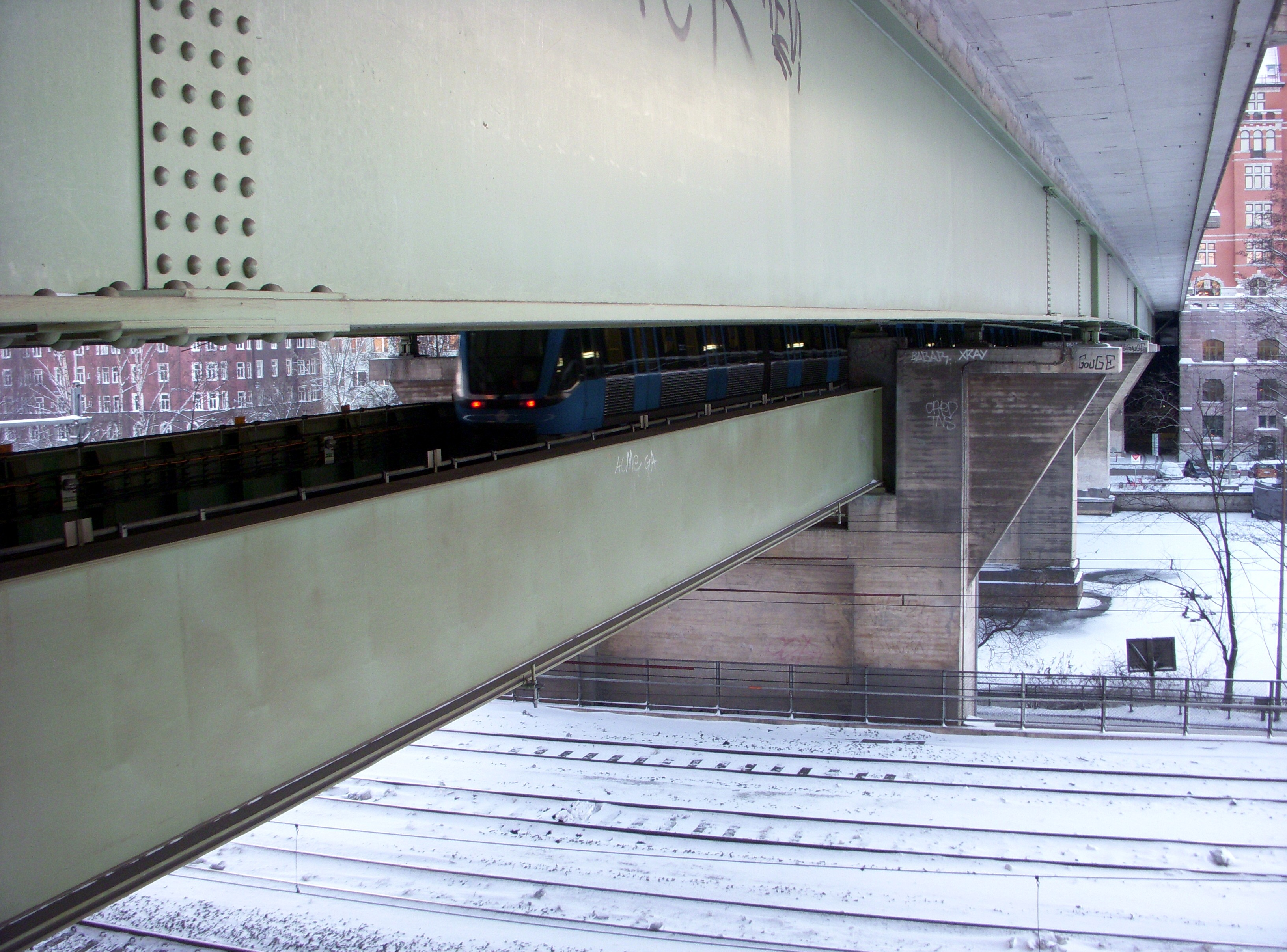
Tunnelbanebron.
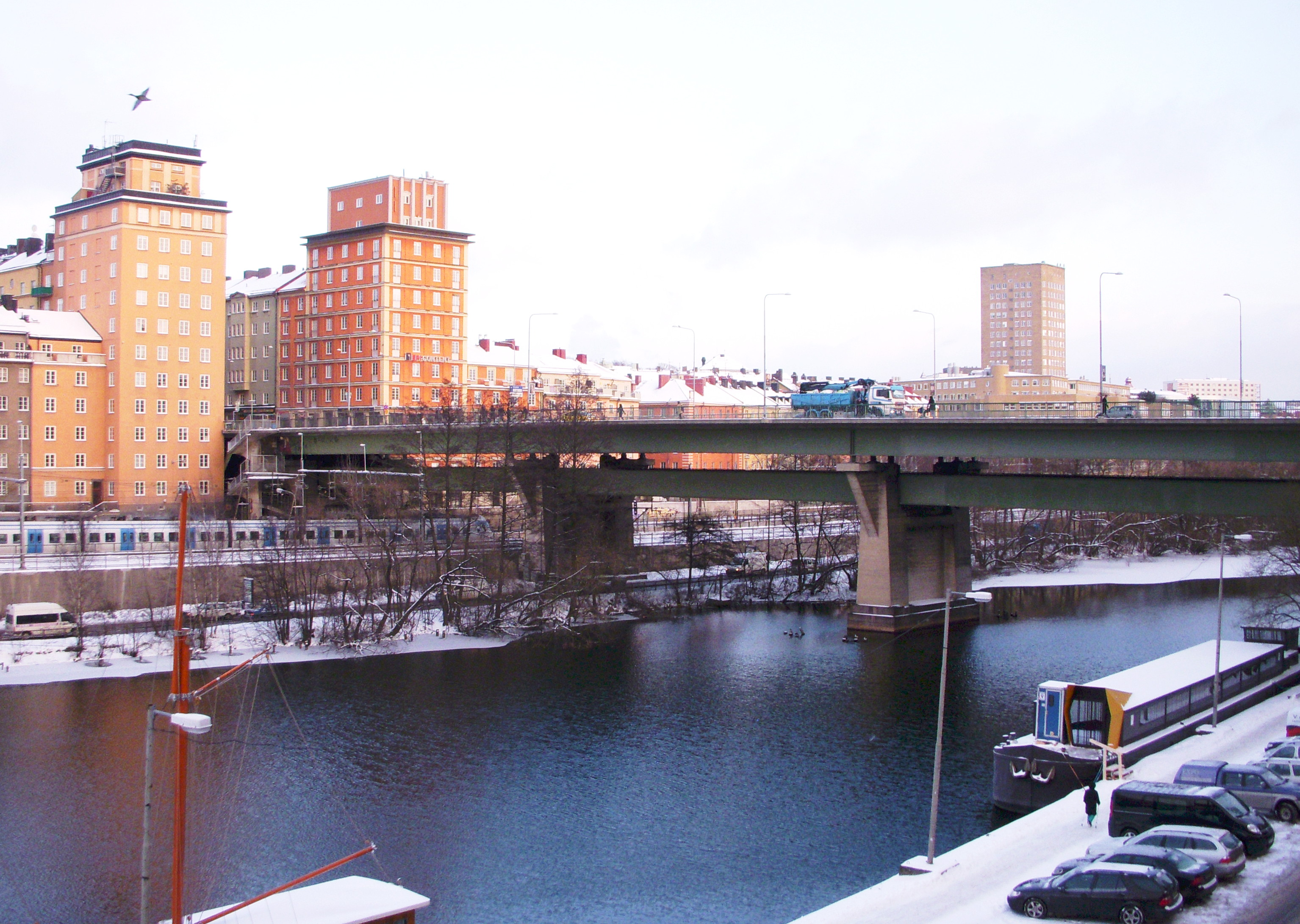
Le pont avec Sankt Eriksgatan 64 et 65.
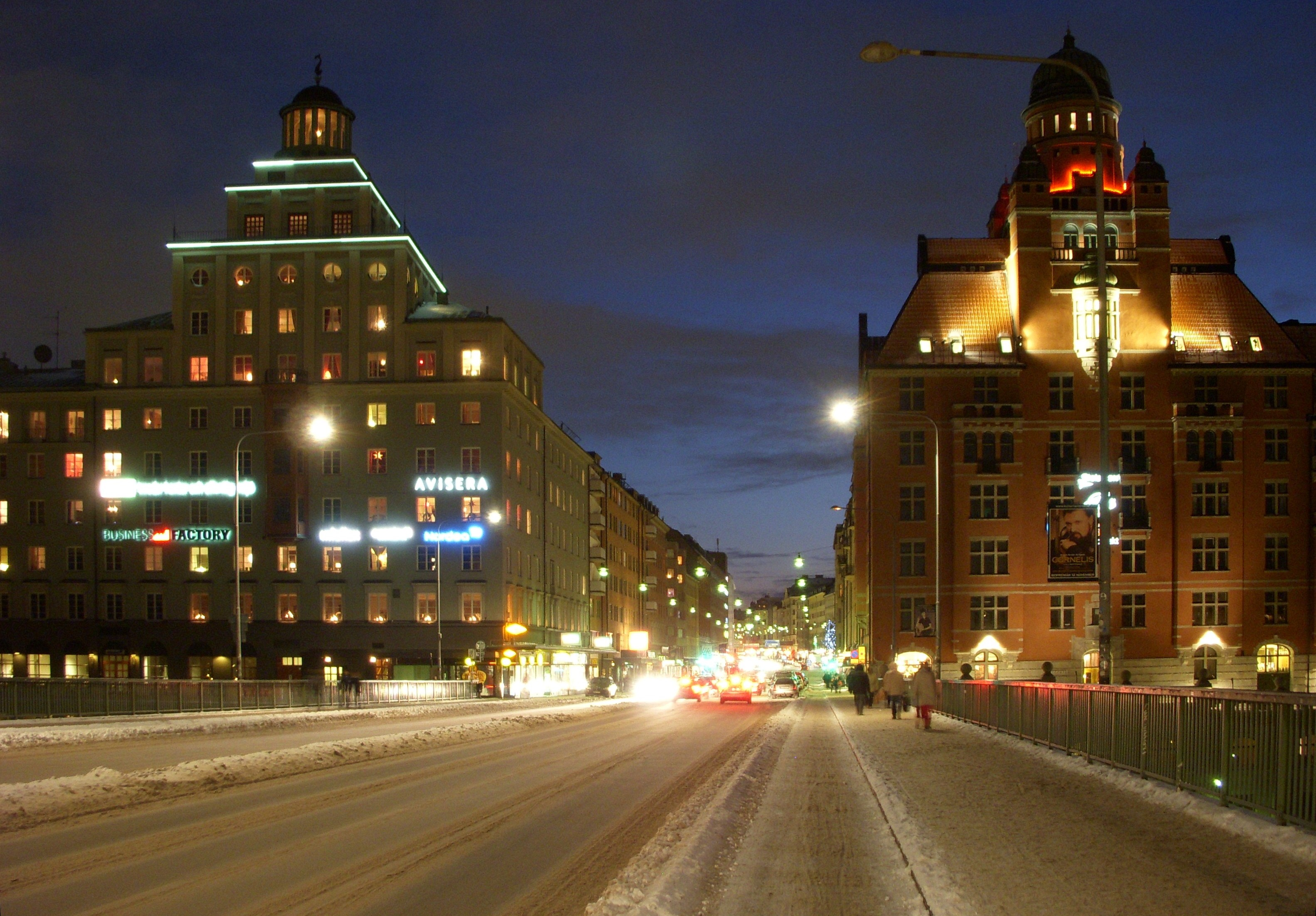
Le pont avec Sankt Erikspalatset et Sportpalatset.
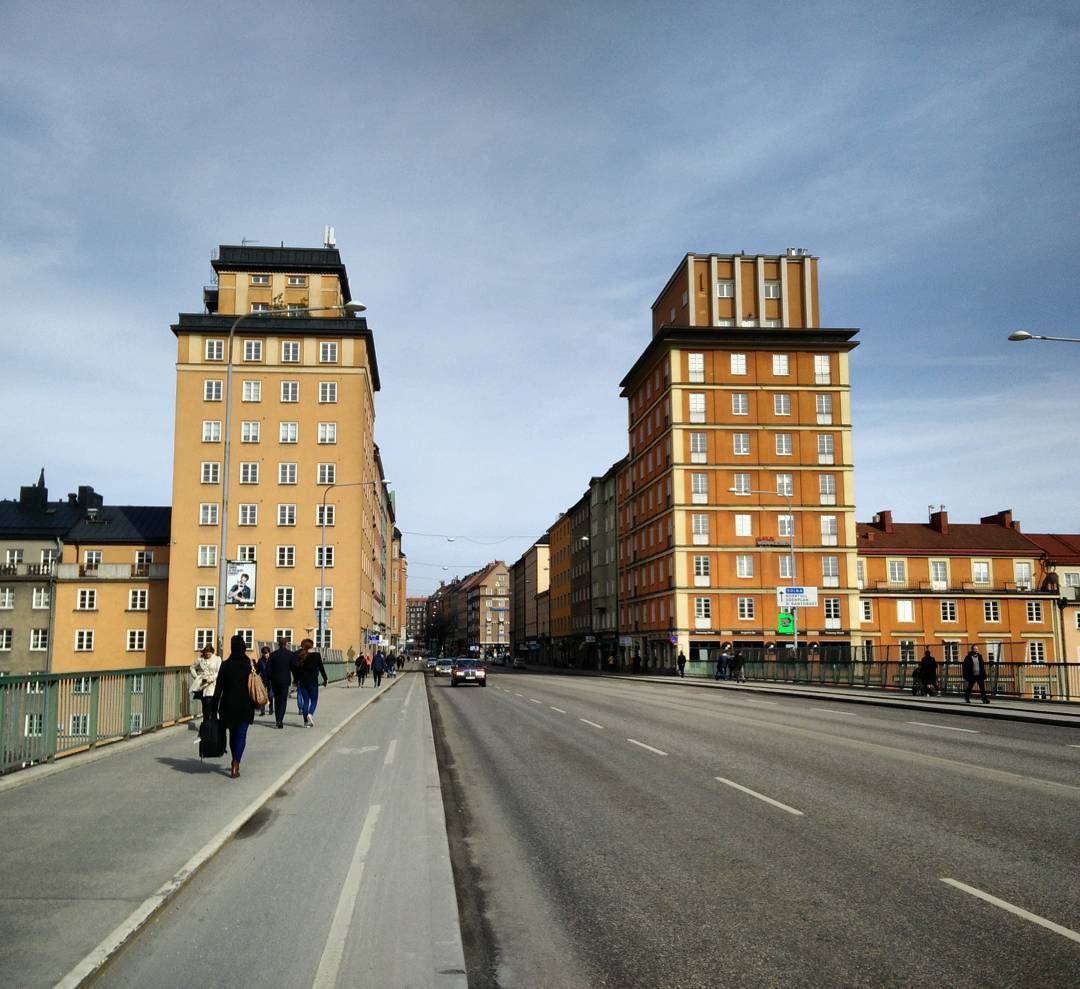
Sankt Eriksbron vers Vasastaden.